# Гордополов, Геннадий Дмитриевич
Геннадий Дмитриевич Гордополов (1913—1982) — майор Рабоче-крестьянской Красной Армии, участник Великой Отечественной войны, Герой Советского Союза (1943).

## Биография
Геннадий Гордополов родился 2 апреля 1913 года в городе Улала (ныне — Горно-Алтайск) в рабочей семье. Получил неполное среднее образование, работал каменщиком. В 1935 году Гордополов был призван на службу в Рабоче-крестьянскую Красную Армию. В 1936 году он окончил курсы младших лейтенантов. С марта 1942 года — на фронтах Великой Отечественной войны. К октябрю 1943 года капитан Геннадий Гордополов был заместителем командира стрелкового батальона 43-го стрелкового полка 106-й стрелковой дивизии 65-й армии Центрального фронта. Отличился во время битвы за Днепр.
15 октября 1943 года Гордополов в составе передовой группы переправился через Днепр в районе посёлка Лоев Лоевского района Гомельской области Белорусской ССР и принял активное участие в захвате плацдарма на западном берегу реки. В бою группой была захвачена и применена против противника батарея 37-миллиметровых орудий. Также группе удалось захватить господствующую высоту.
Указом Президиума Верховного Совета СССР от 30 октября 1943 года за «образцовое выполнение боевых заданий командования на фронте борьбы с немецкими захватчиками и проявленные при этом мужество и героизм» капитан Геннадий Гордополов был удостоен высокого звания Героя Советского Союза с вручением ордена Ленина и медали «Золотая Звезда» за номером 1616.
В 1945 году в звании майора Гордополов был уволен в запас. Проживал и работал в Читинской области, затем в Красноярском крае, в городе Саяногорске в Хакасии. Умер 20 марта 1982 года, похоронен в Саяногорске.
Был также награждён орденами Красного Знамени, Отечественной войны 2-й степени, Красной Звезды и рядом медалей.